# Сіан Брук
Сіан Брук (Sian Brooke; справжнє ім'я Сіан Елізабет Філліпс) — британська акторка, відома за роллю Евр Холмс в серіалі «Шерлок».

## Ранні роки
Сіан Елізабет Філліпс народилась 1979 року в місті Лічфілд, графство Стаффордшир, Англія. Вона — наймолодша з трьох дітей в сім'ї, Донька офіцера поліції та вчительки. Її батьки — валлійці. Освіту Сіан здобувала в «The Friary School» у рідному місті. У віці 11 років приєдналася до Молодіжного театру Лічфілда. Пізніше стала членом Національного молодіжного театру та студентом Королівської академії драматичного мистецтва, яку закінчила 2002 року.

## Кар'єра
Сіан розпочала акторську кар'єру в Національному молодіжному театрі. Її дебютом на телебаченні стала роль Крісти в серіалі «Динотопія» (2002). Також з'являлась у таких серіалах як «Готель „Вавилон“», «Війна Фойла» та «Детектив Джек Фрост».
Крім того, Сіан озвучила радіодрами «Вбивство в тилу» та «Мрії в Африці».
Театральні роботи Брук включають такі постановки, як «Урожай», «Вмираюче місто», «В клубі», «Цілком можливо». Разом з Королівською шекспірівською компанією з'являлась у таких п'єсах: «Сон літньої ночі», «Король Лір», «Ромео та Джульєтта». З липня по серпень 2008 грала роль Дороті Ґейл в мюзиклі «Чарівник країни Оз», режисером якої стала Джуд Келлі. У 2011 Сіан зіграла у двох постановках в Лондонському театрі Алмейда: «Моє місто» Стівена Полякова та «Причини бути гарною» Ніла Лабута. З серпня по жовтень 2015, Брук грала роль Офелії в «Гамлеті» разом з Бенедиктом Камбербетчем.
У 2017 акторка знялася в серіалі «Шерлок» виконавши роль таємної сестри Шерлока Холмса — Евр. Спочатку її прослуховували на роль кількох персонажів, але потім сценаристи розповіли Брук, що за всіма цими героями стоїть одна особа — Евр — майстриня перевтілень. Саме роль сестри Холмсів принесла їй світову славу.
Пізніше, того ж року, Сіан Брук зіграла одну з ролей в міні-серіалі «The Moorside».
2019 року виконала роль Броні Склодовської в фільмі «Небезпечний елемент».

## Особисте життя
30 березня 2010 року Сіан вийшла заміж за британського актора і театрального режисера Вільяма Бакхерста. У березні 2013 року в подружжя народився син Бен, а в 2015 — наступна дитина.

## Цікаві факти
Справжнє прізвище Сіан — Філліпс. Вона взяла псевдонім щоб її не плутали з акторкою Сіан Філліпс, а Брук — це прізвище англійського генерала часів Громадянської війни, який служив у її рідному місті Лічфілд.